# Rectobuntonia
Rectobuntonia is een geslacht van kreeftachtigen uit de klasse van de Ostracoda (mosselkreeftjes).

## Soorten
- Rectobuntonia hilaris Ciampo, 1984 †
- Rectobuntonia inflata Colalongo & Pasini, 1980 †
- Rectobuntonia miranda Bonaduce, Ciampo & Masoli, 1976
- Rectobuntonia posteropunctata (Moyes, 1965) Mckenzie et al., 1979 †
- Rectobuntonia rectangularis (Ruggieri, 1954) Ruggieri, 1992 †
- Rectobuntonia subulata (Ruggieri, 1954) Ruggieri, 1992 †